# Helle Kettner i Høeberg
Helle Kettner i Høeberg (Roskilde, Dinamarca, 14 de juliol de 1984) és una periodista danesa i instal·lada a Catalunya des del 2004. Fou candidata a les eleccions al Parlament Europeu a la llista Ara Repúbliques per ERC. Des del maig de 2019 és assessora de comunicació exterior del Departament d'Acció Exterior, Relacions Institucionals i Transparència de la Generalitat de Catalunya.

## Biografia
La danesa Helle Kettner va venir a Tarragona el 2004, amb vint anys, per fer una estada d'aprenentatge de la llengua castellana. Al cap d'un temps, i havent après català i castellà, va cursar els estudis de Grau en Periodisme a la Universitat Rovira i Virgili. Posteriorment va fer el màster de Comunicació estratègica a la mateixa universitat i va iniciar un doctorat.
Com a periodista ha treballat de redactora a l'Agència Catalana de Notícies en anglès a Catalan News i també a Ràdio Ciutat de Tarragona amb el programa Trójkat, un magazine cultural i musical en què entrevista artistes que venen a tocar a la ciutat. També ha col·laborat en les retransmissions dels partits de futbol del Nàstic al costat de Carles Cortés, Quim Pons i Joan Alfons López.
En l'àmbit polític, ha format part del Diplocat fins a l'aplicació de l'article 155, i es va presentar a les eleccions al Parlament Europeu de 2019 per Esquerra Republicana de Catalunya com a dissetena de la llista Ara Repúbliques, coalició formada per ERC, EH-Bildu i BNG, entre altres formacions. Com a freelance, treballa actualment en un projecte internacional d'Òmnium Cultural, de la qual és sòcia. També està associada a l'ONG HOPE Project Denmark.
Helle Kettner se sent molt lligada a la ciutat de Tarragona i es considera una tarragonina de tota la vida. Ha manifestat una especial afecció a l'esport del ciclisme.